# M-BAND
M-BAND（エム・バンド）は、1980年代に活動した日本のロックバンドである。1988年に解散したが、1999年にメンバーを一新して再結成した。

## 来歴
- 1977年、神戸にあるバーのオーナーの紹介で創設メンバーである岩田浩史と岡田誠司が神戸より上京。バンド活動を開始。メンバーオーディションを幾度も重ね、初期メンバー6名が揃う。
- 1981年、「なめ猫」の考案者である津田覚のプロデュースにより「又吉&なめんなよ」名義で、西濱哲男のヴォーカルによるシングル「なめんなよ」、藤タカシのヴォーカルによるシングル「おちょくっとんなよ」、西濱と藤タカシのヴォーカルでアルバム「なめんなよ - 又吉のかっとびアルバム」をリリース。
- 1982年。「M-BAND」として、シングル「ハートブレイク」で正式にデビュー。デビュー時のプロデュースは引き続き津田が担当。「M」は「なめ猫」の「又吉」が由来とされる。
- 1988年、解散。
- 1999年、メンバーを新たに新生M-BAND結成。
- 2000年、初のライブアルバム「THE LIVE」をリリース。
- 2002年、ミニアルバム「SMACK DOWN 」をリリース。日比谷野外音楽堂でライブを行った。
- 2005年ボーカルの藤タカシが、自主レーベル「Mr.T LABEL」を旗揚げし、アルバム「THE LIVE 2」と初のDVD「ロックンロールアクター」をリリース。
- 2007年、約20年振りとなるフルアルバム「THE STYLE」を発表。

## メンバー

### オリジナルメンバー
藤タカシ（ふじ たかし）
ボーカル担当。
岩田浩史（いわた ひろし）
ギター担当。
解散後、音楽ユニットHomeless Heartのメンバーとして活動。
2013年11月24日死去。
岡田誠司（おかだ せいじ）
ベース担当。
丸山慎司（まるやま しんじ）
ドラムス担当。
南真司（みなみ しんじ）
サイドギター/サクソフォーン/パーカッション/担当。
大野マサト（おおの まさと）
ギター担当。

### 再結成時メンバー
1999年の再結成時在籍するメンバー。
藤タカシ（ふじ たかし）
ボーカル担当。
熊倉隆（くまくら たかし）
ドラムス担当。
五十川博（いそがわ　ひろし）
ベース担当。
松本淳一（まつもと じゅんいち）
サクソフォーン担当。
西村和洋（にしむら かずひろ）
ギター担当。現在はチャーリー西村として活躍している。
本田清巳（ほんだ きよみ）
ギター担当。

### 現メンバー
2005年以降のメンバー
藤タカシ（ふじ たかし）
ボーカル担当。
本田清巳（ほんだ きよみ）
ギター担当。
五十川博（いそがわ　ひろし）
ベース担当。
熊倉隆（くまくら たかし）
ドラムス担当。
松本淳一（まつもと じゅんいち）
サクソフォーン担当。
土屋剛（つちや　つよし）
キーボード担当。

## 作品

### シングル
- ハートブレイク（1982年11月17日）
- あの娘I.N.G（1983年1月26日）
- GO!GO!銀座（1983年4月8日）
- たしかめろ熱く!（1983年11月25日）
- アキラ（1984年3月28日）
- NO MONEY（1985年3月20日）※12インチ
- 涙あふれて（1986年2月12日）
- ストップ・ザ・ミュージック（1986年6月25日）
- 誘惑NIGHT（1987年4月6日）
- ケサラ（1987年10月26日）
- ワイルドサックス（2005年5月4日）

### アルバム
- ZAPPER（1982年12月2日）
- CHINA WHITE（1983年12月16日）
- AKIRA（1984年11月25日）
- BACK STREET（1986年11月25日）
- 危険な関係のブルース（1987年11月25日）
- ニューベストナウ（1988年11月25日）※ベスト盤
- THE LIVE（2001年11月9日）※ライブ盤
- SMACK DOWN（2002年10月15日）※ミニアルバム
- THE LIVE 2〜ロックンロールアクター〜（2005年11月18日）※ライブ盤
- Knife or Kiss THE BEST（2005年11月25日）※ベスト盤
- THE STYLE-25TIME25-（2007年5月4日）
- m's mood the best-sony music years-（2008年11月28日）※ベスト盤
- THE LIVE 3〜150人の目撃者〜（2009年11月27日）※ライブ盤

## タイアップ一覧
| 使用年 | 曲名                  | タイアップ                                             |
| ------ | --------------------- | ------------------------------------------------------ |
| 1987年 | 誘惑NIGHT             | 東宝配給映画『黒いドレスの女』イメージソング           |
| 1987年 | NO MONEY（DANCE MIX） | 東宝配給映画『黒いドレスの女』挿入曲                   |
| 1987年 | ケサラ                | 日本ヘラルド配給映画『トリナクリア PORSCHE 959』主題歌 |
| 2005年 | ワイルドサックス      | Vシネマ『ブラッドエンジェル』主題歌                    |